# جيمي كوبر (لاعب كرة قدم)
جيمي كوبر (بالإنجليزية: Jimmy Cooper)‏ هو لاعب كرة قدم بريطاني في مركز نصف الجناح، ولد في 28 ديسمبر 1939 في غلاسكو في المملكة المتحدة. لعب مع نادي هارتلبول يونايتد.